# Nancy Tenenbaum
Pour les articles homonymes, voir Tenenbaum.
Nancy Tenenbaum est une productrice de cinéma.

## Filmographie
- 1989 : Sexe, Mensonges et Vidéo, de Steven Soderbergh (productrice exécutive)
- 1991 : Dernier Sacrifice, de Michael Tolkin (productrice)
- 1992 : Mac, de John Turturro (productrice)
- 1996 : En route vers Manhattan, de Greg Mottola (productrice)
- 2000 : Mon beau-père et moi, de Jay Roach (productrice)
- 2002 : Pop Life, de Andy Brown et Anne McCabe (productrice exécutive)
- 2004 : Mon beau-père, mes parents et moi, de Jay Roach (productrice exécutive)
- 2010 : Mon beau-père et nous, de Paul Weitz (productrice exécutive)